# Cmentarzysko przedlokacyjne na Rynku Głównym w Krakowie
Krakowskie cmentarzysko przedlokacyjne (także Cmentarz św. Wojciecha) – cmentarz usytuowany przed lokacją Krakowa na wyznaczonym w 1257 ówczesnym i obecnym Rynku Głównym.
Najprawdopodobniej był to cmentarz ulokowany we wschodnio-południowym kwartylu rynku przy kościele św. Wojciecha, choć nie wyklucza się istnienia jeszcze wcześniejszego cmentarzyska po zachodniej stronie rynku. Większość szczątków ludzkich odkrytych podczas prac archeologicznych prowadzonych w latach 2004–2010 została ponownie pochowana w krypcie kościoła Mariackiego, część została udostępniona zwiedzającym w Muzeum Historycznym Miasta Krakowa „Podziemia Rynku”.
W pobliżu rynku, na miejscu obecnego Placu Mariackiego, istniało także inne cmentarzysko – Cmentarz Mariacki, również założone w czasach przedlokacyjnych, bo w 1222, lecz przetrwało do końca XVIII wieku.